# Lijia (köpinghuvudort i Kina, Jiangsu Sheng, lat 31,63, long 120,01)
Lijia (kinesiska: 礼嘉, 礼嘉镇) är en köpinghuvudort i Kina. Den ligger i provinsen Jiangsu, i den östra delen av landet, omkring 120 kilometer sydost om provinshuvudstaden Nanjing. Antalet invånare är 82 072. Befolkningen består av 38 720 kvinnor och 43 352 män. Barn under 15 år utgör 11,0 %, vuxna 15-64 år 80 %, och äldre över 65 år 8,0 %.
Runt Lijia är det tätbefolkat, med 849 invånare per kvadratkilometer. Närmaste större samhälle är Changzhou, 16,8 km norr om Lijia. Trakten runt Lijia består till största delen av jordbruksmark.
Genomsnittlig årsnederbörd är 1 390 millimeter. Den regnigaste månaden är juli, med i genomsnitt 250 mm nederbörd, och den torraste är januari, med 38 mm nederbörd.